# Pleuger
 (août 2024).
La mise en forme du texte ne suit pas les recommandations de Wikipédia : il faut le « wikifier ».
Les points d'amélioration suivants sont les cas les plus fréquents. Le détail des points à revoir est peut-être précisé sur la page de discussion.
- Les titres sont pré-formatés par le logiciel. Ils ne sont ni en capitales, ni en gras.
- Le texte ne doit pas être écrit en capitales (les noms de famille non plus), ni en gras, ni en italique, ni en « petit »…
- Le gras n'est utilisé que pour surligner le titre de l'article dans l'introduction, une seule fois.
- L'italique est rarement utilisé : mots en langue étrangère, titres d'œuvres, noms de bateaux, etc.
- Les citations ne sont pas en italique mais en corps de texte normal. Elles sont entourées par des guillemets français : « et ».
- Les listes à puces sont à éviter, des paragraphes rédigés étant largement préférés. Les tableaux sont à réserver à la présentation de données structurées (résultats, etc.).
- Les appels de note de bas de page (petits chiffres en exposant, introduits par l'outil «  Source ») sont à placer entre la fin de phrase et le point final[comme ça].
- Les liens internes (vers d'autres articles de Wikipédia) sont à choisir avec parcimonie. Créez des liens vers des articles approfondissant le sujet. Les termes génériques sans rapport avec le sujet sont à éviter, ainsi que les répétitions de liens vers un même terme.
- Les liens externes sont à placer uniquement dans une section « Liens externes », à la fin de l'article. Ces liens sont à choisir avec parcimonie suivant les règles définies. Si un lien sert de source à l'article, son insertion dans le texte est à faire par les notes de bas de page.
- La présentation des références doit suivre les conventions bibliographiques. Il est recommandé d'utiliser les modèles {{Ouvrage}}, {{Chapitre}}, {{Article}}, {{Lien web}} et/ou {{Bibliographie}}. Le mode d'édition visuel peut mettre en forme automatiquement les références.
- Insérer une infobox (cadre d'informations à droite) n'est pas obligatoire pour parachever la mise en page.

Pour une aide détaillée, merci de consulter Aide:Wikification.
Si vous pensez que ces points ont été résolus, vous pouvez retirer ce bandeau et améliorer la mise en forme d'un autre article.
Pleuger Industries est un fabricant allemand de pompes immergées, de propulseurs et de pompes à piston basé à Hambourg, en Allemagne. Le nom "Pleuger" est parfois considéré comme synonyme de moteurs à bain d'eau couplés à une partie hydraulique à plusieurs étages. Pleuger est également reconnu comme le pionnier des pompes à moteur immergé.
Depuis son acquisition par la société d'investissement Flacks Group en 2018, Pleuger opère en tant qu'entreprise indépendante.

## Histoire

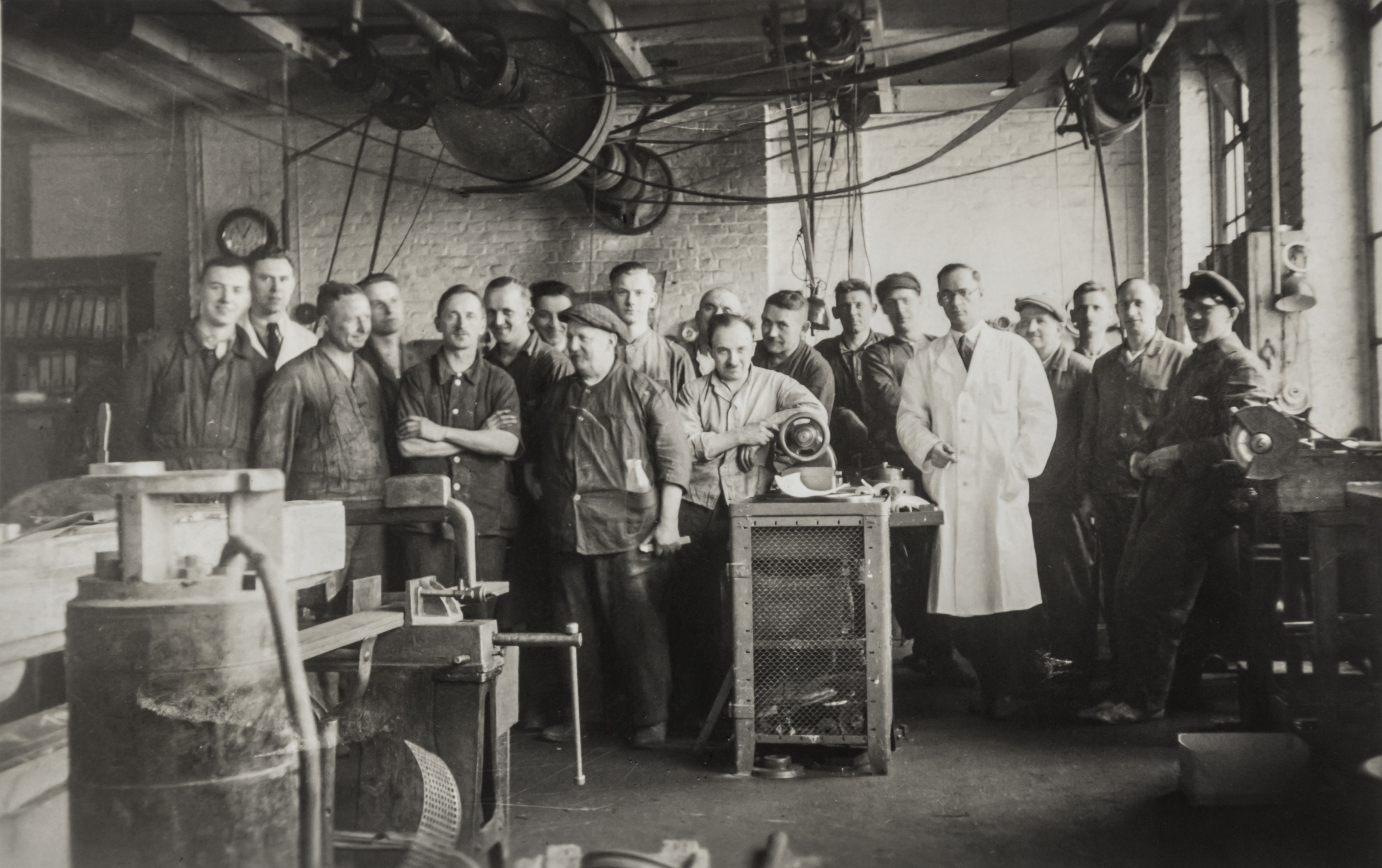
Premier atelier Pleuger en 1929 à Berlin Kottbusser Ufer

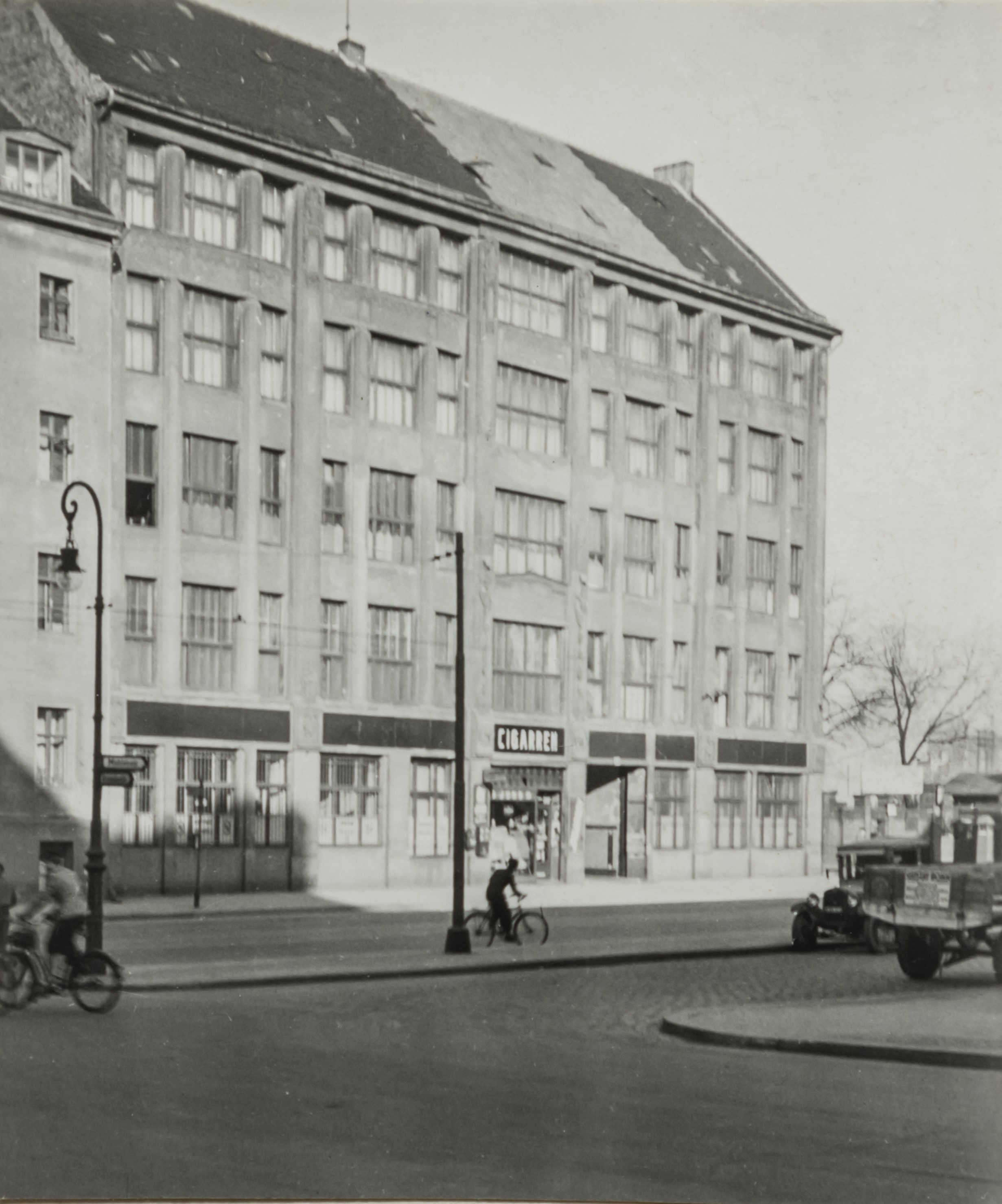
Bâtiment Pleuger en 1939 à Berlin Mühlenstr

### Fondation
La société Pleuger a été fondée en 1929 par Friedrich Wilhelm Pleuger, qui a inventé un moteur immergé destiné à remplacer les pompes à piston et les pompes à  ligne d'arbre,. Étant donné que l'eau était utilisée pour lubrifier et refroidir les paliers du moteur, le brevet a été considéré comme particulièrement innovant et efficace à l'époque. Contrairement aux moteurs immergés remplis d'huile de l'époque, les pompes Pleuger présentaient l'avantage de pouvoir être utilisées dans des secteurs sensibles tels que la distribution d'eau potable. Dans les années 1930, les pompes Pleuger ont été  universellement reconnues et acceptées.
En 1930, lors de l'extension du métro de Berlin, Pleuger a installé des moteurs immergés à bain d'eau, directement couplés à une partie hydraulique. L'exploitation de ces pompes a contribué à abaisser le niveau de la nappe phréatique permettant ainsi la réalisation de ce projet de construction. En 1945, pendant la Seconde Guerre mondiale, les usines Pleuger à Berlin et à Greitz ont été endommagées ou détruites. Après la guerre, Friedrich Wilhelm Pleuger a repris son activité dans un petit atelier de réparations à Hambourg-Altona. En 1951, une nouvelle usine a été créée à Wandsbek, Hambourg, où le siège social y a été transféré par la suite.

### Acquisition par Dresser Industries
Dans les années 1970, Pleuger s'est associé à la société américaine TRW, afin notamment de se développer dans de nouvelles régions, mais aussi développer et d'échanger de nouvelles technologies. En 1987, Dresser Industries a  acheté Pleuger à TRW pour créer l'entreprise Dresser Pleuger GmbH. Cette acquisition a permis à Dresser d'élargir l'application de ses pompes immergées dans les domaines du drainage, de l'irrigation et des installations offshore,.

### L'origine de Pleuger Worthington
En 1989, Pleuger Worthington est née de la fusion de Dresser Pleuger GmbH et de Deutsch Worthington.En 1992, Pleuger a été intégré au groupe Ingersoll-Dresser Pump (IDP),

### Société appartenant au groupe Flowserve
En 2000, le groupe Flowserve a acquis l'entreprise Pleuger,. En novembre 2013, Pleuger a lancé le moteur immergé synchrone PMM6, fabriqué avec des aimants permanents, et offrant un rendement supérieur de 10% par rapport à son prédécesseur,,. En février 2016, Pleuger a lancé le PMM8, un moteur immergé conçu pour fonctionner sur l’ensemble de la gamme avec des variateurs de fréquence.
Depuis novembre 2023, Flowserve et Pleuger ont conclu un accord industriel pour la fabrication de moteurs Ebullator et commercial pour la distribution de la gamme Pleuger.
Par ailleurs, Flowserve reconnaît Pleuger, propriétaire des produits et services Pleuger et Aldrich, comme une entreprise de fabrication indépendante, dont le siège social se trouve aux États-Unis avec son centre d'excellence opérationnel en Allemagne.

### Société appartenant au groupe Flacks
En 2018,  le groupe Flacks a acquis Pleuger. En 2019, Pleuger Industries a établi une filiale à Moscou, en Russie, et a étendu ses activités tout en ouvrant une filiale à Singapour en 2020,. En 2021, l'entreprise a redéfini la marque de sa filiale, Aldrich, En 2022, Pleuger Industries a fermé sa filiale en Russie et établi son siège social à Miami. Depuis 2023, Monsieur Anton Schneerson est le PDG de Pleuger Industries.En 2024, Pleuger a finalisé l'acquisition d'AVI Pumps International, consolidant ainsi sa présence sur le marché nord-américain.

## Secteurs d'activités
Les produits Pleuger sont utilisés à l'échelle internationale dans les secteurs de l'énergie renouvelable, de l'exploitation minière, de l'industrie pétrolière et gazière, et dans le secteur de l'eau,. Au cours de leur histoire, les pompes Pleuger ont été utilisées dans diverses applications à travers le monde, notamment au canal de dérivation de Moutoa, à la fontaine de l'Alster, à la mine de Collahuasi, ou à Montpellier,.

### Fontaine de l'Alster

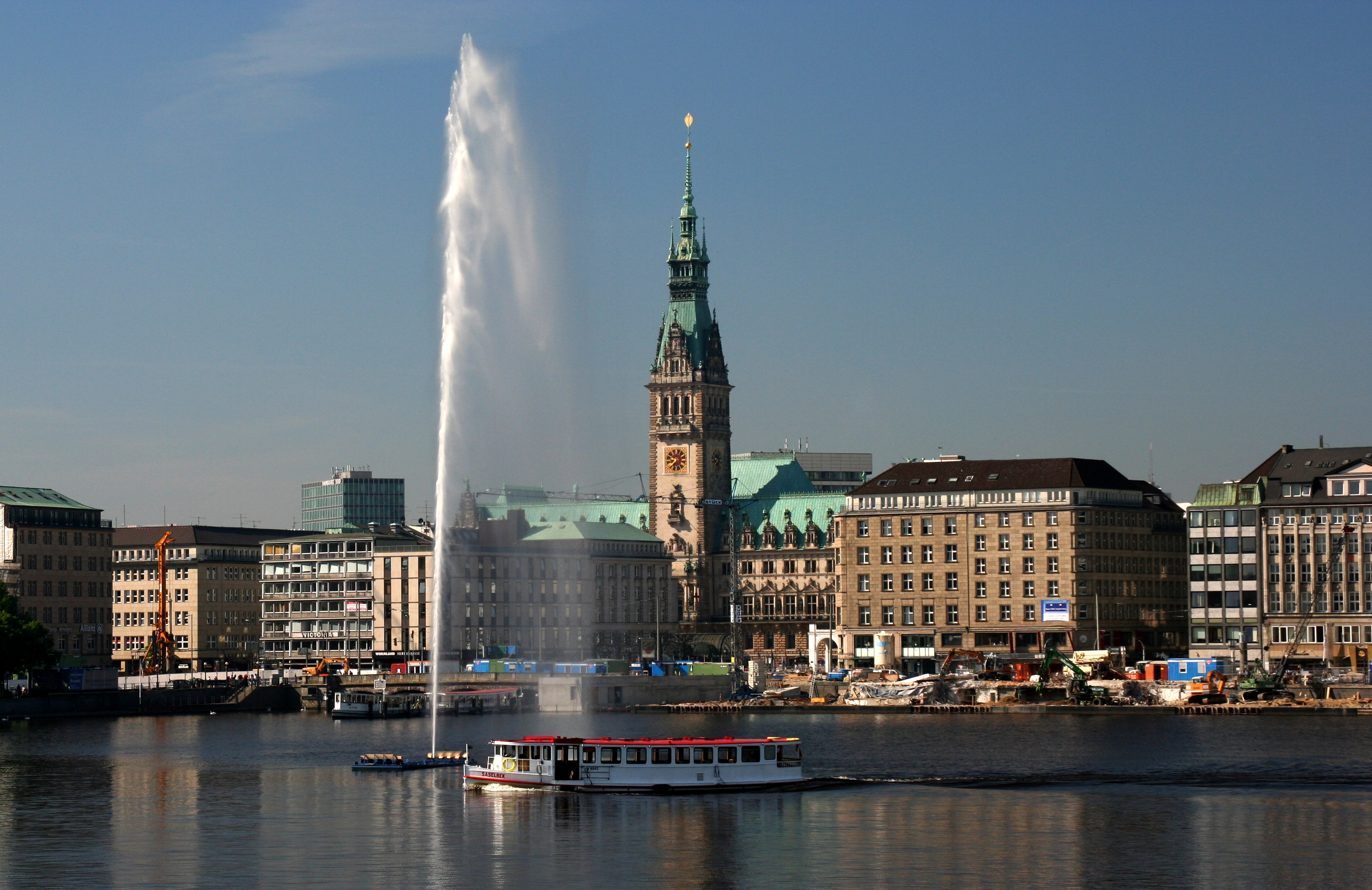
Fontaine d'Alster

Depuis les années 1980, des pompes Pleuger ont été installées dans la fontaine de l'Aster à Hambour. Cette fontaine d'une puissance de 70 kW, peut pomper 180 000 litres d'eau par heure jusqu'à 60 mètres de hauteur. Les pompes ont été installées gratuitement, en 1982, lors de la création de la Fondation « Binnenalster ». En 2018, la pompe a été équipée d'un moteur à aimant permanent (PMM). Pleuger Industries assure également l'entretien annuel.

## Impact Social

### Soutien à Odessa

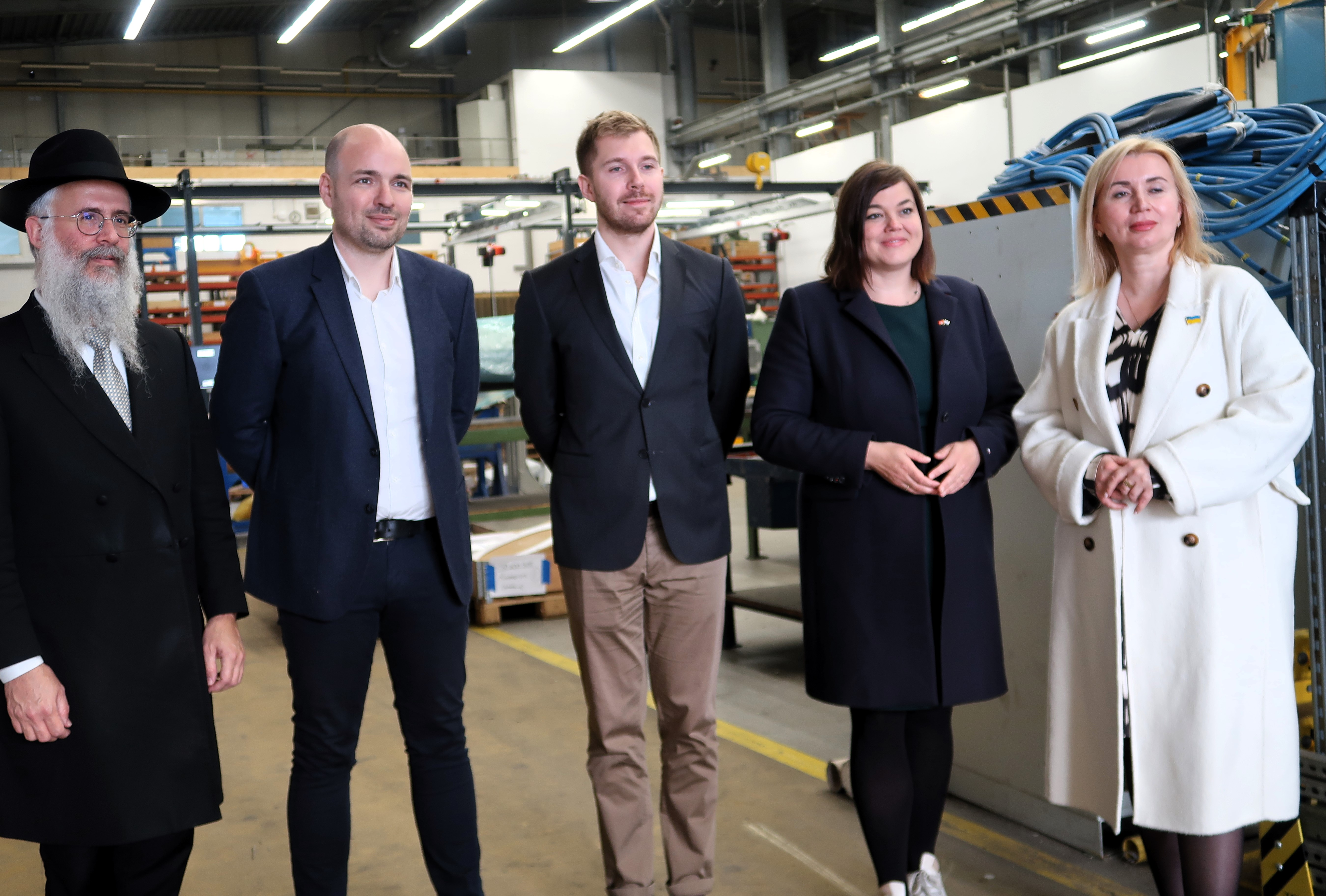
De gauche à droite : le rabbin Shlomo Bistritzky, Stefan Patzelt, Anton Schneerson, Katharina Fegebank et le Dr Iryna Tybinka au centre de fabrication Pleuger à Hambourg, en Allemagne.

Pour renforcer l'infrastructure hydraulique à Odessa, en Ukraine, Pleuger Industries a envoyé en 2023, 13 unités de pompage.
L'énsemble a été installé dans des stations de pompage de la ville afin d' assurer l'alimentation en eau potable.
Le rabbin Shlomo Bistritzky, Madame Katharina Fegebank, deuxième maire de Hambourg, Monsieur Anton Schneerson, PDG de Pleuger Industries et Dr. Iryna Tybinka, consule générale d'Ukraine à Hambourg ont contribué à rendre cette donation possible lors de l'invasion russe de l'Ukraine.